# Antipyretika
Antipyretika er en samlet betegnelse for febernedsættende lægemidler.
Receptfrie febernedsættende midler:
- Paracetamol
  - Alvedon
  - Panodil
  - Curadon
  - Reliv

- Acetylsalicylsyre
  - Albyl minor
  - Aspirin
  - Treo
  - Magnecyl

- Ibuprofen
  - Ipren
  - Ibumetin

## Eksterne links
Du kan læse mere om de forskellige præparater og indholdsstoffer på medicinhåndbogen.dk